# Toaletni papir
Toaletni papir ali straniščni papir (pogovorno tudi WC-papir ali kar rolica, ker je navit na tulec v obliki role, zvitka) je (po navadi) mehek izdelek iz papirja, ki se ga uporablja pri osebni higieni po opravljeni defekaciji ali urinaciji. Prav tako se lahko uporabi za druge namene, kot na primer za brisanje manjšega razlitja.
Od navadnih robčkov se razlikuje prav v sestavi, oblikovan je namreč tako, da se v greznicah lažje razgrajuje.
Toaletni papir je lahko eno-, dvo-, tro- ali večslojen, kar pomeni da je v enem kosu združenih več lističev za udobnejšo uporabo, ojačanje ali povečanje vpojnosti. Pogosto je tudi obarvan, porisan (najrazličnejši vzorci ali celo sudoku), ima vtisnjen žig ali dodane vonjave, kar pa občasno povzroča težave pri potrošnikih z različnimi alergijami. Prav tako obstajata dva načina orientacije toaletnega papirja.
Največja razlika med vrstami toaletnega papirja je v uporabljenem papirju. Zaradi varovanja okolja je danes večinama izdelan iz recikliranega papirja.
Njegov izvor sega v leto 1862. Kljub temu pa prve omembe uporabe papirja za toaletne namene segajo v 6. stoletje na Kitajskem.